# Walter Kurreck
Walter Georg Julius Kurreck (* 25. Juni 1911 in Salzburg, Österreich-Ungarn; † 6. November 1999 in Mechernich) war Diplom-Kaufmann, Sturmbannführer im Sicherheitsdienst der SS, Mitarbeiter beim britischen Geheimdienst, Angehöriger der Organisation Gehlen sowie des BND.

## Leben und Wirken
Der Sohn des Kunstmalers Martin Kurreck (1868–1957) war von 1927 bis 1932 (Abitur) Schüler des Maximiliansgymnasiums in München, unter anderem mit Wend Graf von Kalnein und Peter Strieder. Anschließend absolvierte er ein Studium der Medizin und trat zum 1. März 1932 in die NSDAP ein (Mitgliedsnummer 992.568). Bereits im November 1932 wurde er Mitglied des Sicherheitsdienstes der SS (SD). Am 1. August 1933 trat er der SS bei (SS-Nummer 36.178) und war 1934 Teilnehmer des ersten SS-Führerlehrgangs in der Führerschule Bad Tölz.
Seit Dezember 1936 war Kurreck im SD-Hauptamt tätig, in dem er die Abteilung II 213 (Rasse und Volksgesundheit) leitete. Ab 1938 übernahm Hans Ehlich die Leitung dieser Abteilung. Ein daneben 1936 begonnenes zweites Studium schloss er im Juni 1939 ab. Danach führte er den Titel Diplom-Kaufmann. Daraufhin wechselte er nach München als Führer des SD-Abschnitts, bevor er 1939 ins Amt VI des Reichssicherheitshauptamtes (RSHA) kam. Ende Januar 1941 wurde er dort zum SS-Sturmbannführer befördert.

## Kriegszeit
Von August 1941 bis April 1942 leitete er beim SD-Abschnitt München die Abteilung VI (Auslands-ND). Kurreck wurde bereits im Januar 1942 zu Kriegsgefangenenbefragungen mit Dolmetscher, Fahrer und Schreiber nach Simferopol auf die Krim in Marsch gesetzt. Anfang 1942 beschränkte sich seine Arbeit auf die Vernehmung von Kriegsgefangenen. Für diese Aufgabe wurden insbesondere die Leiter VI (Auslands-SD) der SD-Abschnitte herangezogen, zu denen Kurreck ja gehörte. Kurreck war zunächst in Gefangenenlagern bei Feodosia/Krim eingesetzt.
Danach begann er mit dem Aufbau des späteren „Unternehmen Zeppelin“. Im April 1942 übernahm Kurreck die Leitung des Zeppelin-Kommandos bei der Einsatzgruppe D im Süden der Ostfront. Das „Unternehmen Zeppelin“ sollte Sabotage- und Zersetzungsaktionen mit Hilfe von Freiwilligen hinter den sowjetischen Linien durchführen. Es unterstand der Amtsgruppe VI C im RSHA unter Heinz Gräfe, der für die gesamte Ostaufklärung des Auslands-SD zuständig war. Kurrecks Kommando sollte hauptsächlich freiwillige Kaukasier und Turkestaner aus den Lagern für Einsätze in den Zielgebieten in Südrussland anwerben, weil diese als Nichtrussen leichter dafür zu gewinnen waren. Außerdem brauchte das deutsche Besatzungsregime lokale Vertrauensleute für die Verwaltung der eroberten Gebiete und für Polizeiaufgaben, wofür insbesondere Sicherheitspolizei und SD zuständig waren, also die Einsatzgruppe D. Die Turkestaner erhielten nach der Vorauswahl ihre Endausbildung in Breslau-Oswitz, die kaukasischen Freiwilligen in Eupatoria auf der Krim. Bis Oktober 1942 wurden alle Zeppelin-Aktivisten bei Kurrecks Kommando per Fallschirm in ihre Zielgebiete gebracht, wobei überwiegend der Flugplatz Saki auf der Krim als Absprungbasis diente.
Der Führer der Einsatzgruppe D, Otto Ohlendorf, war nicht begeistert von der Beiordnung des Zeppelin-Kommandos, weil es ihm nur organisatorisch angegliedert aber nicht unterstellt war und Kurreck somit eigenständig agieren konnte. Die Zusammenarbeit mit Ohlendorf war für Kurreck deshalb schwierig. Mit Ohlendorfs Nachfolger Walther Bierkamp, der am 30. Juni 1942 die Einsatzgruppe D übernommen hatte, kam Kurreck besser zurecht.
Kurreck stand für die deutsche Kaukasus-Offensive im Herbst 1942 eine umfangreiche, detaillierte Studie über den Kaukasus zur Verfügung, die das Wannsee-Institut des SD erstellt hatte. Sie enthielt genaue Angaben über die politische und wirtschaftliche Lage und beschrieb die unterschiedlichen Volksgruppen. Die Freiwilligen in Kurrecks Kommando wurden nach den größeren Volksgruppen im Kaukasus getrennt behandelt und erhielten eigene, nationale Betreuer. Das Zeppelin-Kommando bereitete sich auf die Eroberung des Kaukasus vor. Die Deutschen setzten insbesondere auf die Mitwirkung der kaukasischen Bevölkerung, die als potenzielle Verbündete betrachtet wurden. Zur Unterstützung erhielt Kurreck vom RSHA zwei Doktoren zugeteilt. Einer war der Propagandist Wilhelm Schroer und der zweite war der vormalige Mitarbeiter des Wannsee-Instituts Hans Dressler. Dressler sollte die Arbeit mit kaukasischen Politikern, dem Reichsministerium für die besetzten Ostgebiete (Ostministerium) und dem RSHA bei der erhofften Eroberung des Kaukasus steuern. Dazu wurde im Herbst 1942 ein eigener „Sonderstab Kaukasus“ eingerichtet. Die lokalen Politiker hatten das Vertrauen des Ostministeriums und sie sollten in Absprache mit dem RSHA beim deutschen Einmarsch wichtige Führungsfunktionen übernehmen, z. B. als Bürgermeister, in der Innenverwaltung oder bei der Führung von Aufständischen. Die von August bis September hinter die Linien entsandten Zeppelin-Agenten sollten solche Aufstände vorbereiten und die Bevölkerung auf die nahenden deutschen Truppen einstellen. Der Sonderstab Kaukasus war bei Kurrecks Zeppelin-Kommando angehängt, wurde aber wegen seiner hochpolitischen Funktion von Einsatzgruppenführer Walther Bierkamp argwöhnisch überwacht. Man befürchtete wohl eine Unabhängigkeitserklärung der Kaukasier analog zu den Ukrainern 1941. Der einbrechende Winter und die Niederlage in Stalingrad stoppten alle Pläne und die Wehrmacht musste sich aus dem Kaukasus zurückziehen. Die Ziele des Sonderstabes waren nicht mehr umsetzbar. Das führte Anfang 1943 zur Auflösung des Sonderstabs Kaukasus.
Walter Kurreck war wiederholt in Exekutionen verwickelt. Am 21. August 1942 meldete der Leiter von Kurrecks Endausbildungslager auf der Krim die Exekution eines armenischen Aktivisten wegen Diebstahls, die durch kaukasische Zeppelin-Aktivisten selbst ausgeführt wurde. Kurreck hatte beim Zeppelin-Kommando D noch weitere Liquidierungen veranlasst. So berichtete Kurreck am 19. September 1942 über die beabsichtigte Erschießung von drei Aktivisten, die einer NKWD-Zelle angehört haben sollen.
Anfang Dezember 1942 reiste Walter Kurreck zur Berichterstattung nach Berlin und trat anschließend seinen Heimaturlaub an. Er kehrte nicht mehr zum Zeppelin-Kommando bei der Einsatzgruppe D zurück. Im Winter 1942/43 übernahm Obersturmführer Helmut Heiß dieses Zeppelin-Kommando. Anfang 1943 befand sich Kurreck anscheinend zur Einarbeitung beim Stab des RSHA VI C. Die Amtsgruppe VI C war für das gesamte Unternehmen Zeppelin verantwortlich. Nach einer Umstrukturierung des Unternehmen Zeppelin im März 1943 übernahm Kurreck die Leitung des Unternehmen Zeppelin im Referat VI C Z von Rudolf Oebsger-Röder und behielt diese Funktion bis Ende 1943.

Am 15. April 1943 war Kurreck erneut mit einem Liquidierungsbefehl befasst. Der Leiter des Zeppelin-Lagers Breslau-Oswitz, Heinrich Fenner, hatte berichtet, dass einer der Turkestaner als Jude enttarnt wurde.
„Dieser wird gemäß des Befehls des SS-Sturmbannführers Kurreck bei Auflösung des Lagers nach Auschwitz zur Sonderbehandlung überstellt werden.“ 
Fenner hatte demnach beim Zeppelin-Leiter Kurreck nachgefragt, was geschehen solle und dieser habe die Anordnung zur „Sonderbehandlung“, sprich Liquidierung getroffen. Ab November 1943 war Kurreck Inspekteur für das Ausbildungswesen beim Unternehmen Zeppelin und hatte seinen Sitz im Hauptlager Sandberge in Oberschlesien. Zu Kurrecks Wirken als Ausbldungsleiter liegt erneut eine Darstellung von Heinrich Fenner vor, der sich kritisch mit der Qualifikation Kurrecks für die Ostfreiwilligen auseinandersetzte:
„Ich möchte jetzt noch einiges über das Zentrallager [gemeint ist Sandberge/Schlesien] sagen, das von einem Österreicher […] geleitet wurde. Es war dies ein SS-Sturmbannführer Kurreck. Irgendwelche Ostkenntnisse besaß er nicht.“
Etwa zum Jahreswechsel 1944/45 wurde Kurreck in der Organisation Werwolf tätig, die Partisanenaktionen in den zu dieser Zeit von den alliierten Truppen besetzten Gebieten im Westen des Deutschen Reiches durchführen sollte. Kurreck kam zum Stab des Tiroler Gauleiters Franz Hofer, der im Auftrag Hitlers die „Alpenfestung“ errichten sollte. In Tirol erlebte er das Kriegsende.

## Nachkriegszeit
Von 1945 bis 1950 lebte Kurreck unter falschem Namen. In dieser Zeit war er von 1946 bis 1948 für den britischen Geheimdienst tätig. In seiner polizeilichen Vernehmung 1964 gegen ehemalige Angehörige des Unternehmen Zeppelin in Düsseldorf wegen Kriegsverbrechen gab Kurreck an, dass er sich 1946 freiwillig bei der IS-Stelle (Intelligence Service) der Briten gemeldet habe. Er habe nach dem Krieg zwischen 1945 und 1948 mit allen noch greifbaren ehemaligen Freiwilligen Kontakt aufgenommen. Mehr als 200 ehemalige Freiwillige unter seinem Kommando wären von den Briten befragt worden. Der Leiter der britischen IS-Stelle Düsseldorf, ein Colonel ROSSITER, habe ihn bestens beurteilt. Zur gleichen Zeit informierte Gerhard von Mende vom ehemaligen Ostministerium zusammen mit Erich Hengelhaupt, ex-Chef von Kurreck im RSHA, die Briten ebenfalls über das Unternehmen Zeppelin.
Danach trat er 1951 in die Organisation Gehlen ein. Er war für eine Dienststelle in Nordrhein-Westfalen tätig, wohnte in Düsseldorf und arbeitete gegen die DDR und die Sowjetunion. 1956 wurde er in den Bundesnachrichtendienst (BND) übernommen. Kurreck war 1964 von der internen BND-Untersuchung der BND-Dienststelle 85 nach dem Verratsfall Heinz Felfe gegen Angehörige der SS im BND betroffen. Er hatte zwar nur geringe Bezüge zu Felfe, führte die BND-Untersuchung aber in völliger Verkennung der Sachlage auf eine Inszenierung der Sowjets gegen ihn persönlich zurück. Tatsächlich wollte ihn 1963 der Untersuchungsleiter Volker Foertsch vom BND (Deckname FLEMING) aufgrund seiner SS-Vergangenheit und eines Hinweises des KGB-Überläufers Peter Deriabin loswerden. Deriabin hatte unbestimmt auf einen Informanten der Sowjets hingewiesen, der während des Krieges beim Unternehmen Zeppelin Süd gewesen wäre. Kurreck wurde schließlich im Zuge der sogenannten „85er-Untersuchung“ des BND, an der Foertsch maßgeblich mitwirkte, mit der damals hohen Abfindungssumme von 25.800 DM zum 31. März 1965 entlassen.
Gegen Zeppelin-Angehörige wie Kurreck wurde zwar im Düsseldorfer Zeppelin-Verfahren ermittelt aber nie verhandelt. Der weitere Werdegang von Walter Kurreck bis zu seinem Tod ist bislang unbekannt.